# Adolf Karpellus

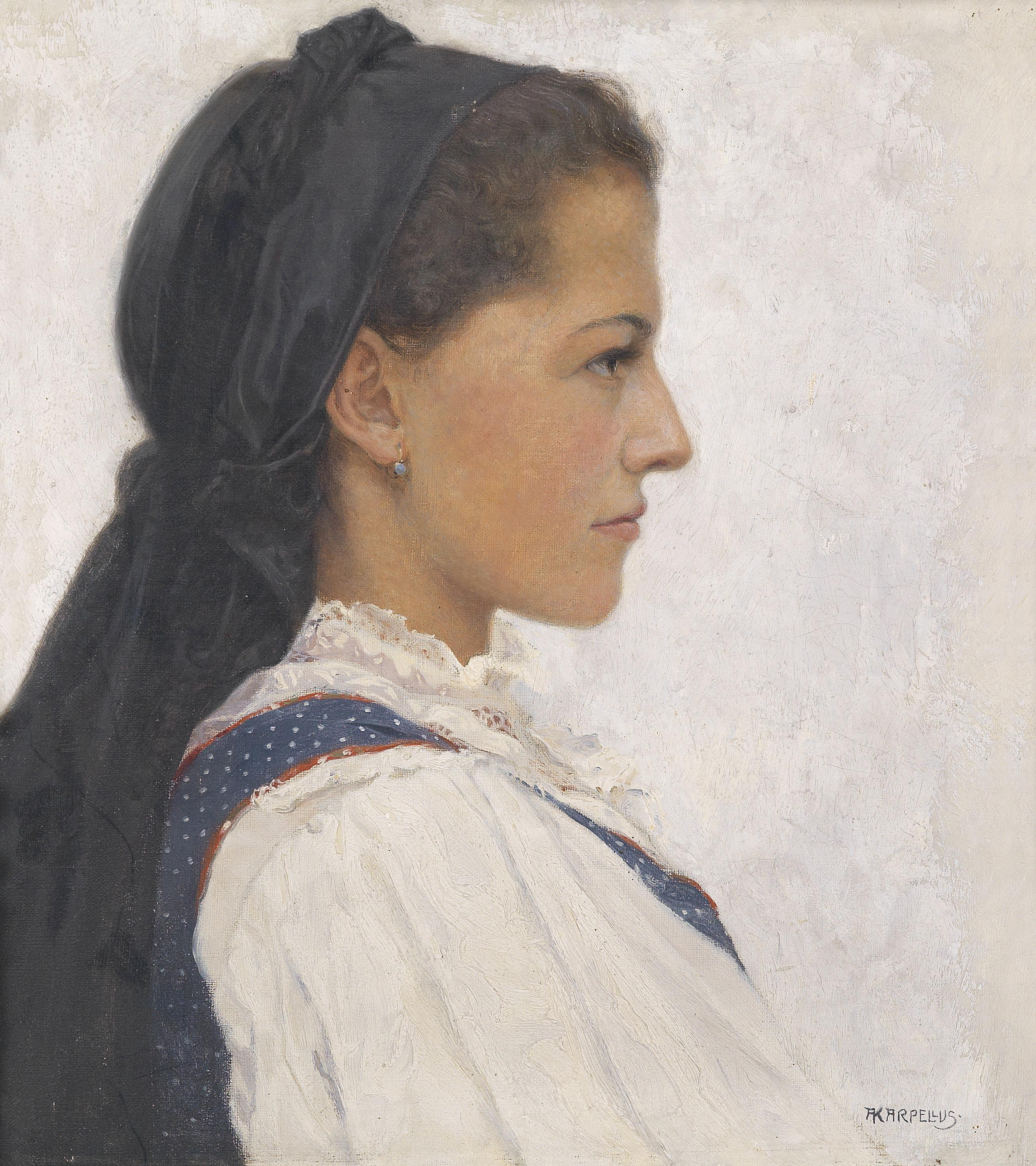
Adolf Karpellus: Die Mali (o. J.)

Adolf Karpellus (* 8. Jänner 1869 in Nowy Sącz, Österreich-Ungarn; † 18. Dezember 1919 in Wien) war ein österreichischer Maler und Illustrator.

## Leben und Wirken
Adolf Karpellus war Sohn eines österreichischen Offiziers. Er studierte an der Akademie der bildenden Künste in Wien bei Christian Griepenkerl und Josef Mathias Trenkwald (Josef Matyáš Trenkwald) und an der Académie Julian in Paris. Seine Gebiete waren Porträts, Landschaften, Stillleben (Blumenstücke) und Genreszenen. Zudem war er tätig als Postkartenmaler (Motive von Baumbach und Scheffel für Postkarten des Deutschen Schulvereins) und Plakatmaler sowie als Illustrator (u. a. bei der Wiener Satirezeitschrift Figaro). Karpellus war seit 1905 Mitglied der Wiener Künstlergenossenschaft und gehörte dem Siebener Club im Café Sperl an. Kollektivausstellung seiner Plakate im Wiener Künstlerhaus 1905, Gedächtnisausstellung (21 Gemälde) ebd. 1920.